# السودان في بطولة العالم لألعاب القوى 2013
 نافس السودان في بطولة العالم 2013 في ألعاب القوى في موسكو، روسيا، في الفترة من 10 إلى 18 أغسطس 2013.

## النتائج

### رجال
| رياضي               | حدث      | مقدمات | مقدمات | نهائي  | نهائي  |
| رياضي               | حدث      | مسافة  | مرتبة  | مسافة  | مرتبة  |
| ------------------- | -------- | ------ | ------ | ------ | ------ |
| علي محمد يونس ادريس | قفز عالي | 2.17   | 25     | لم يصل | لم يصل |